# Saleh Al-Shehri
Saleh bin Khalid bin Mohammed Al-Shehri ( em árabe: صالح بن خالد بن محمد الشهري; Gidá, 1 de novembro de 1993) é um futebolista saudita que atua como atacante. Atualmente joga pelo Al-Ittihad.

## Carreira

### Beira-Mar
Saleh estreou-se a 2 de setembro de 2012 no Beira-Mar frente ao Moreirense e marcou o primeiro gol de seu primeiro jogo. Saleh é o primeiro saudita a marcar na Europa. Em sua segunda partida contra o Vitória, ele marcou o gol mais rápido da Primeira Liga 12/13. Saleh disputou duas partidas e marcou dois gols pelo SC Beira-Mar.

## Títulos
Al-Hilal
- Campeonato Saudita de Futebol: 2019–20, 2020–21, 2021–22, 2023–24
- Copa do Rei: 2019–20, 2022–23, 2023–24
- Liga dos Campeões da AFC: 2019, 2021
- Supercopa da Arábia Saudita: 2021, 2023

Al-Ittihad
- Campeonato Saudita de Futebol: 2024–25[3]
- Copa do Rei: 2024–25[4]